# 埃弗里兄弟
埃弗里兄弟（英語：The Everly Brothers）是美国受乡村音乐影响的摇滚（rock and roll）组合，以民谣吉他和密集和声闻名。这一对歌手为唐纳德·“唐”·埃弗里（英語：Donald "Don" Everly，1937年2月1日－2021年8月21日）和菲利普·“菲尔”·埃弗里（英語：Phillip "Phil" Everly，1939年1月19日－2014年1月3日）。埃弗里兄弟于1950年代中旬出道，是前披头士时代最成功的演唱组合之一。他们的风格混合了乡村音乐、藍草音樂、旧时代音乐和当时的摇滚乐，并创造了自己的双声部和声风格，影响了众多60年代的乐队。该组合于1986年入选摇滚名人堂，于2001年入选鄉村音樂名人堂。

## 历史

### 家庭和教育
唐于1937年出生于肯塔基州穆倫貝爾格縣的布朗尼，两年后菲尔在伊利诺伊州芝加哥出生。他们的父母为吉他手小伊萨克·米尔福德·“伊克”·埃弗里（英語：Isaac Milford "Ike" Everly, Jr.，1908年-1975年）和玛格丽特·埃布里·埃弗里（英語：Margaret Embry Everly）。玛格丽特年仅15岁时就与26岁的伊克结了婚。伊克从14岁起就开始在煤矿工作，但他的父亲希望他在人生中做些别的，并鼓励他追求对音乐的爱好。幸运的是，他的新娘玛格丽特和他有这个共同爱好，他们很快开始一起唱歌。埃弗里兄弟在爱荷华州舍安多阿度过了大部分童年时光。他们在爱荷华州滑铁卢的郎费娄小学（Longfellow Elementary School）就读了一年，但在1944年搬到舍安多阿，在那里待到了高中早期。
伊克·埃弗里于1940年代中期在当地电台KMA和上演唱，起初和妻子合作，后来和两个儿子。当这对兄弟受父母邀请在电台上唱歌时，他们被称作“小唐尼和小宝贝儿菲尔”（Little Donnie and Baby Boy Phil）。这一经历是两兄弟第一次接触音乐工业。这一家以埃弗里家庭为名一起在当地巡回演唱。他们于1953年搬到田纳西州諾克斯維爾，两兄弟就读于西部高中（West High School）。1955年，这一家搬到田纳西州麦迪逊，而两兄弟搬到田纳西州纳许维尔。唐在1955年已从高中毕业，菲尔在纳许维尔就读于皮波第展示学校并于1957年毕业。两人都完成高中学业后专心追求音乐事业。

### 1950年代
两兄弟首先引起了切特·阿特金斯的注意，这位埃弗里家庭的朋友不久前成为了RCA唱片在纳许维尔的录音室的经理。随着两人脱离家庭组合转变成两重唱组合，他们搬到纳许维尔，而阿特金斯成为了埃弗里兄弟的早期拥护者。尽管阿特金斯和RCA唱片有关系，但他在1956年初为埃弗里兄弟安排了为哥伦比亚唱片录音的机会。然而，他们在哥伦比亚的第一首也是仅有的一首单曲没有成功，使他们很快被唱片公司抛弃。
阿特金斯依然鼓励埃弗里兄弟继续，把他们介绍给阿卡夫罗斯音乐发行公司的卫斯理·罗斯（Wesley Rose）。罗斯赞赏该组合的创作能力，告诉他们如果作为创作者签约阿卡夫罗斯，他会给他们一个唱片合同。两兄弟在1956年末签约阿卡夫罗斯，在1957年被介绍给阿奇·布莱耶，后者正在为他的卡丹斯唱片寻找艺人。埃弗里兄弟签约了卡丹斯，于1957年2月进入录音室开始了第一个卡丹斯录音期。
他们在卡丹斯的第一首单曲已被其他三十个乐队拒绝，但埃弗里兄弟看到了这首歌的潜力。他们录制的版本在流行乐榜单上达到第2位，仅位于（猫王）的之后。这首歌在乡村乐榜单达到第1位，在节奏布鲁斯榜单达到第5位。该曲由布莱恩特夫妇创作，成为了埃弗里兄弟的第一首销售上百万的歌曲。
他们成为了卡丹斯唱片的中坚力量。这个两重唱组合与布莱恩特夫妇合作在美国和英国都有畅销曲目，最热门的几首为、和，都为布莱恩特夫妇的作品。埃弗里兄弟也作为创作者取得了成功，尤其是唐创作的，在美国流行乐榜单上达到了第4位。
在1957年和1958年期间，埃弗里兄弟和巴迪·霍利一起进行了大量巡演。根据霍利的传记作者菲利普·诺曼（Philip Norman），他们影响了霍利和蟋蟀乐队穿衣风格上的变化，从和T恤变为常春藤联盟风格的西服。唐称霍利是一个慷慨的创作者，为他们写了，而菲尔日后说：“我们都来自南方。我们都从乡村音乐起家。”一些资料来源声称菲尔·埃弗里在霍利于1959年2月的葬礼上担任他的护柩者之一，后来菲尔在1986年的一次采访中说他参加了葬礼，与霍利的家人坐在一起，但他不是护柩者。唐没有参加葬礼，后来说：“我不能去参加葬礼。我不能去任何地方。我只能上床睡觉。”

### 1960年代
埃弗里兄弟在与卡丹斯唱片合作了三年后，于1960年签约了华纳兄弟唱片公司，据说是一份长达10年价值几百万美元的合约。他们继续发行热销歌曲，在华纳的第一首为1960年的（由唐和菲尔创作），卖出了八百万张，成为两兄弟最畅销的唱片。
1961年10月，他们加入美国海军陆战队预备役部队，暂时从聚光灯前离开了一段时间。他们在服役期间为数不多的几次演出之一是在1962年2月中旬在埃德·沙利文秀上演唱和，身着海军军装。
埃弗里兄弟在美国的星途在1964年英国入侵的两年前开始走下坡路，尽管他们在加拿大、英国、澳大利亚和其他地区仍有吸引力。到1965年，他们在节拍音乐的大潮中退居二线，该热潮的引领者披头士乐队深受埃弗里兄弟影响。

### 成员相继离世
2014年1月3日，菲尔·埃弗里在加州伯班克的神眷圣约瑟夫医疗中心去世，距离他的75岁生日还有16天。死因是由终生吸烟引起的慢性阻塞性肺病。
2021年8月21日，唐·埃弗里在他位于纳什维尔的家中去世，享年84岁。

## 风格
唐和菲尔·埃弗里都是吉他手，使用大多基于自然音阶的三度音程。因此每条和声线大多都可以单独成为旋律线，而通常和声线只能和主旋律配合，本身没有旋律性。
在他们的大部分歌曲中，唐演唱男中音声部，菲尔演唱男高音声部。一个例外为。在这首歌中，尽管唐和菲尔依旧分别唱低音和高音，但他们交替唱主唱部分和和声部分。唐通常唱任何独唱部分歌词（如的主歌部分），很少发生的例外有1965年的单曲。

## 影响
在1950年代后期，埃弗里兄弟是占摇滚密集和声演唱组合大多数的家庭组合中年轻化运动的代表。该两重唱的和声演唱对1960年代的摇滚乐队有很大影响。披头士乐队、海灘男孩和賽門與葛芬柯以翻唱埃弗里兄弟的作品来发展他们早期的演唱风格。比吉斯、赫里斯合唱團及其他以和声为重的摇滚乐队都受埃弗里兄弟影响。
披头士乐队曾把他们自己称为“英格兰的埃弗里兄弟”（the English Everly Brothers）（当保罗和约翰搭车南下去参加一个才艺竞赛时），他们的歌曲的声乐安排是基于埃弗里兄弟的作品。滚石乐队吉他手基思·理查兹称唐·埃弗里为“最好的节奏玩家之一”。创作歌手保罗·西蒙与两兄弟有过合作，在菲尔去世后的第二天在一封邮件中写道：“菲尔和唐是我听到过的最美的两重唱。两人的声音原始本真、充满感情。埃弗里兄弟在乡村乐和节奏布鲁斯的交叉路口。他们目睹并成为了摇滚乐诞生过程的一部分。”
埃弗里兄弟有35首进入告示牌百强单曲榜的单曲，有26首进入前40位。1986年，艾弗利兄弟成为被引入摇滚名人堂的第一批10位艺人之一。1997年，他们被授予格莱美终生成就奖，并于2001年被引入鄉村音樂名人堂。洛卡比里名人堂也承认了他们作为开辟者对该音乐风格的贡献。埃弗里兄弟在好莱坞星光大道上有一颗星星。2004年，《滚石》杂志把埃弗里兄弟列为“史上最伟大的艺人”第33位。他们也是英国最畅销单曲艺人榜单的第43位。